# The Journal of Roman Studies
The Journal of Roman Studies (Abkürzung: JRS) ist eine englischsprachige Fachzeitschrift der Altertumswissenschaften, die von der Society for the Promotion of Roman Studies (kurz Roman Society) mit Sitz in London herausgegeben wird.
In der Zeitschrift werden Aufsätze publiziert, die das gesamte Tätigkeitsfeld der Roman Society abdecken. Dies umfasst das Studium der Geschichte, Archäologie, Literatur und Kunstgeschichte Italiens und des Römischen Reiches. Hierbei wird der Zeitraum von der Ur- und Frühgeschichte Italiens bis zum Ende des 7. Jahrhunderts unserer Zeit berücksichtigt, wobei der Schwerpunkt auf historischen Fragestellungen liegt. Doch auch kultur- und geistesgeschichtlichen Untersuchungen bietet das Journal einen Publikationsrahmen. 
Alle Artikel durchlaufen vor ihrer Annahme einen Peer-Review. Ziel ist es, bedeutende Beiträge zum Verständnis und neue Ansätze in der Erforschung der Römischen Welt zu fördern und diesbezügliche Diskussionen anzustoßen. Großer Raum wird daher Rezensionen wissenschaftlicher Neuerscheinungen eingeräumt. Darüber hinaus werden die Ergebnisse archäologischer Surveys vermittelt. Beiträge, die sich in erster Linie mit der Archäologie des Römischen Britannien auseinandersetzen, werden von der Roman Society hingegen in der Zeitschrift Britannia herausgegeben.
Das Journal of Roman Studies erscheint jährlich seit 1911. 2010 wurde der 100. Band herausgegeben. Der Erscheinungsmonat der gedruckten Version ist gewöhnlich der November, allerdings sind Online-Versionen bereits im Verlaufe des Jahres auf der Seite des Verlags verfügbar. Herausgeber ist derzeit Myles Lavan von der School of Classics der University of St Andrews. Seit 2010 werden die Bände bei der Cambridge University Press veröffentlicht. Die ISSN für den Printbereich lautet 0075-4358, für die Online-Ausgabe 1753-528X.
Ergänzend zum Journal wird seitens der Roman Society die monographische Reihe Journal of Roman Studies Monographs herausgegeben, bislang mit elf Bänden. 